# Адмет (цар молоссів)
Адмет (грец. Αδμητος) — грецький цар молоссів Епіру (період до 470-430 рр. до н. е.). Батьком Адмета був Валіас Волосс. Він був одружений з Фтією I, з якою в них народився син — Таріп. Про його правління відомо мало, і залишились лише з фрагментарні свідчення про стан його царювання.

## Біографія

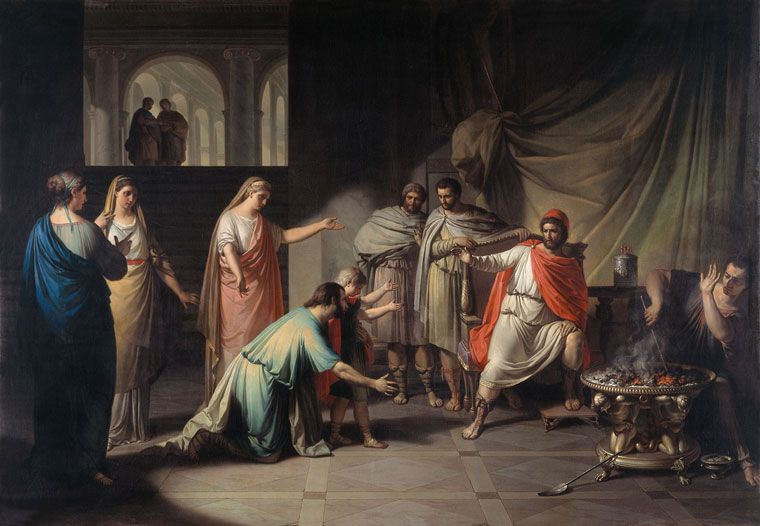
Фемістокл знаходить притулок у царя Адмета.

Адмет був сучасником афінського стратега Фемістокла та протистояв йому. Однак у 471 р. до н. е., коли Фемістокл був відсторонений від керівництва шляхом остракізму та звинувачений у державній зраді, він був змушений втекти спочатку на Керкіру, а потім в Епір. Фемістокл з'явився в будинку Адмета для отримання захисту та притулку. Оскільки Адмет був відсутній, королева Фтія, прийняла Фемістокла. Повернувшись до Епіру, Адмет запевнив Фемістокла в його захисті.
Для того, щоб завоювати прихильність царя, Фтія порадила Фемістоклу вдатися до хитрощів уклінно рухаючись взяти її сина — молодого князя, і сісти біля хатнього вогнища. Повернувшись Адмет побачив сина в руках Фемістокла, і відповідно до правил гостинності пообіцяв захистити його.
За Плутархом, Адмет ігнорував усі вимоги афінських та лаконійських послів, які незабаром після цього прибули до Епіру та допоміг Фемістоклу безпечно добратися до Підни на його шляху до Персії.
Вважається, що Адмет заснував рід Піррідів, який надалі правив Епіром.